# 西村朝香
西村 朝香（にしむら ともか、1986年9月19日 - ）は、日本の元歌手、元ギタリスト、元キーボーディスト。本名は同じ。ZONEの元メンバー。北海道札幌市出身。かつての所属芸能事務所はランタイムミュージックエンタテインメント。かつての所属レコード会社はソニー・ミュージックエンタテインメントで、レーベルはSony Records。血液型はO型。

## 概要
芸能養成スクールのスタジオ・ランタイムに入所し1998年に当時ダンス&ボーカルグループであったZONEに加入したが、2001年にシングル「GOOD DAYS」でメジャーデビューする際にメンバーから外されてしまった。
その後はRunZのメンバーとしてインディーズでの活動を主に、チュエル'sのメンバーに本名名義で参加、2001年5月9日にシングル「風と光とうたと」でSony Recordsよりメジャーデビューを果たす。同曲はブルボン『チュエル』のCMソングに起用された。
2003年に短期大学進学のため『第54回NHK紅白歌合戦』を最後に脱退したTAKAYOに代わり、2004年よりTOMOKA名義で再加入する。
2005年の解散後は音楽活動から離れていたが、2008年より本名名義で活動を再開。北海道地域限定放送によるハウス食品『こくまろカレー』のCMや、MEN☆SOULのシングル「花火」のミュージック・ビデオに出演した。
2011年に東日本大震災復興支援の目的で再結成したZONEの活動に参加したが、同年11月に体調不良を理由に脱退、同時に芸能界から引退した。